# Acanalonia theobromae
Acanalonia theobromae är en insektsart som beskrevs av Ronald Gordon Fennah 1945. Acanalonia theobromae ingår i släktet Acanalonia och familjen Acanaloniidae. Inga underarter finns listade i Catalogue of Life.